# Dryochlora
Dryochlora là một chi bướm đêm thuộc họ Geometridae.